# 普尔加托里猴属
普爾加托里猴（學名Purgatorius），又名普羅猿或普爾幹猴，是一屬已滅絕及最早期的靈長動物，或者属于更猴目。牠們的遺骸在美國蒙大拿州發現，估計屬於6千5百萬年前。牠們最初於1974年由William Clemens描述為「像靈長類的」動物，約有老鼠的大小。
普爾加托里猴目前是更猴目中唯一一類可能衍生出後期的更猴目或更高階的靈長類。雖然牠們分類在灵长总目的情況並不確定，牙齒證據及臼齒形狀則顯示牠們與靈長目很接近。

## 外部連結
Mikko's Phylogeny Archive